# Алогија
Алогија је сиромаштво мисли које се манифестује редукованим говором. Говор се састоји од кратких, конкретних, репетитивних и стереотипизираних одговора којима недостају спонтаност и креативност.